# أوتافيو (لاعب كرة قدم، مواليد 1995)
أوتافيو إدميلسون دا سيلفا مونتيرو ((بالبرتغالية: Otávio Edmilson da Silva Monteiro‏)؛ مواليد 9 فبراير 1995 في بارايبا، البرازيل)، المعروف عموماً باسم أوتافيو، هو لاعب كرة قدم برتغالي الاصل، يلعب حالياً مع نادي النصر في الدوري المحترفين السعودي كلاعب وسط. بدأ أوتافيو إدميلسون دا سيلفا مونتيرو مسيرته الرياضية عام 2012 مع نادي إنترناسيونال ويلعب حاليًا مع نادي النصر السعودي

## روابط خارجية
- أوتافيو إدميلسون دا سيلفا مونتيرو على موقع الاتحاد الأوربي (الإنجليزية)
- أوتافيو إدميلسون دا سيلفا مونتيرو على موقع قاعدة بيانات كرة القدم.إي يو (الإنجليزية)
- أوتافيو إدميلسون دا سيلفا مونتيرو على موقع ليكيب (الفرنسية)
- أوتافيو إدميلسون دا سيلفا مونتيرو على موقع ناشيونال فوتبول تيمز (الإنجليزية)
- أوتافيو إدميلسون دا سيلفا مونتيرو على موقع Soccerway.com (الإنجليزية)
- أوتافيو إدميلسون دا سيلفا مونتيرو على موقع عالم كرة القدم.نت (الإنجليزية)
- Footballdatabase profile